# یانگچان
یانگچان (به لاتین: Yongchun County) یک شهرستان در جمهوری خلق چین است که در کوانژو واقع شده‌است.

## خصوصیات
یانگچان ۱٬۴۶۹ کیلومترمربع مساحت و ۵۵۸٬۹۹۶ نفر جمعیت دارد و ۱۲۱ متر بالاتر از سطح دریا واقع شده‌است.